# Jonas (Äthiopien)
Jonas war vom 18. August 1797 bis zum 4. Januar 1798 Negus Negest von Äthiopien.
Er war der Sohn von Letezum. Dem Reisenden Henry Salt zufolge war er einer jener Kaiser, die bei seinem Besuch im nördlichen Äthiopien 1809/1810 noch lebten.
Jonas wurde durch Ras Israel von Begemder als Repräsentationsfigur auf den Kaiserthron gesetzt. Gugsa, ein Häuptling der Oromo aus Yejju, setzte ihn später ab.